# Cynanthus latirostris
Cynanthus latirostris е вид птица от семейство Колиброви (Trochilidae).

## Разпространение
Видът е разпространен в Мексико и САЩ.